# اخطار (فیلم ۱۹۲۷)
اخطار (انگلیسی: The Warning) فیلمی در ژانر درام به کارگردانی جورج بی سایتز است که در سال ۱۹۲۷ منتشر شد. از بازیگران آن می‌توان به جک هولت اشاره کرد.